# 47a Brigada Mixta (Exèrcit Popular de la República)
La 47a Brigada Mixta va ser una unitat de l'Exèrcit Popular de la República que va participar en la guerra civil espanyola. Durant la major de la contesa va estar desplegada en el front del Tajo, sense intervenir en accions de rellevància.

## Historial
La unitat va ser creada a la fi de 1936, al front de Madrid, sobre la base d'elements procedents de la columna «Fernández Navarro». Una vegada finalitzada la seva instrucció la 47a BM va ser assignada a la 9a Divisió del III Cos d'Exèrcit en el sector Tajo-Jarama. Al començament del mes de maig va participar en l'atac republicà sobre el cap de pont de Toledo. Amb posterioritat va quedar agregada a la 36a Divisió del VI Cos d'Exèrcit. Durant la resta de la contesa no va prendre part en accions militars.
Al març de 1939 el comandant de la brigada, el major de milícies Bernabé García Navarro, va ser destituït per les forces casadistas, ja que es va mantenir lleial al govern Negrín; seria substituït pel major de milícies Telesforo Aguado Ronc. Tanmateix, a la fi d'aquell mes la unitat es va autodissoldre coincidint amb el final de la guerra.

## Comandaments
Comandants
- Tinent coronel d'infanteria Santiago Ropero Muñoz;
- Major de milícies Gabriel Pareja Núñez;
- Major de milícies Ildefons Castro Ruiz;
- Major de milícies Bernabé García Navarro;
- Major de milícies Telesforo Aguado Ronc;

Comissaris
- Dionisio Martín Martínez, del PCE;[n. 1]
- Domingo Chacón;
- Vicente Ovejero Santervás;